# Pavel Marin
Pavel Marin (Keila, 14 giugno 1995) è un calciatore estone, centrocampista del Kalju Nõmme.

## Palmarès

### Club

#### Competizioni nazionali
- Supercoppa d'Estonia: 1

Levadia Tallinn: 2013
- Campionato estone: 1

Levadia Tallinn: 2014
- Coppa d'Estonia: 2

Levadia Tallinn: 2017-2018
Kalju Nōmme: 2024-2025